# توم دايفز
توم دايفز (بالإنجليزية: Tom Davis)‏ هو كاتب سيناريو وممثل أمريكي، ولد في 13 أغسطس 1952 في الولايات المتحدة، وتوفي بنفس المكان في 19 يوليو 2012 بسبب سرطان. من الجوائز التي نالها جائزة الإيمي برايم تايم.

## جوائز
- جائزة الإيمي برايم تايم

## وصلات خارجية
- توم دايفز على موقع IMDb (الإنجليزية)
- توم دايفز على موقع ألو سيني (الفرنسية)
- توم دايفز على موقع ميوزك برينز (الإنجليزية)
- توم دايفز على موقع أول موفي (الإنجليزية)
- توم دايفز على موقع قاعدة بيانات الفيلم (الإنجليزية)
- توم دايفز على موقع كينوبويسك (الروسية)